# Estero Cholqui
El estero Cholqui o estero Chocalan es un curso natural de agua que nace unos kilómetros al noroeste de la laguna de Aculeo y fluye con dirección general oeste hasta desembocar en el río Maipo, de cuya cuenca hidrográfica forma parte.

## Caudales y régimen
El estero no tenía, al año 1993, una estación fluviométrica. Sin embargo existe un estudio del año 1993 que estimó sus curvas de variación estacional. Su caudal promedio anual fue estimado en 0,985 m³/s.

Curva de variación estacional del estero Cholqui o Chocalan con valores extrapolados desde cuencas cercanas y similares.

El caudal del río (en un lugar fijo) varía en el tiempo, por lo que existen varias formas de representarlo. Una de ellas son las curvas de variación estacional que, tras largos periodos de mediciones, predicen estadísticamente el caudal mínimo que lleva el río con una probabilidad dada, llamada probabilidad de excedencia. La curva de color rojo ocre (con {\displaystyle {\color {Red}\vartriangle }}) muestra los caudales mensuales con probabilidad de excedencia de un 50%. Esto quiere decir que ese mes se han medido igual cantidad de caudales mayores que caudales menores a esa cantidad. Eso es la mediana (estadística), que se denota Qe, de la serie de caudales de ese mes. La media (estadística) es el promedio matemático de los caudales de ese mes y se denota {\displaystyle {\overline {Q}}}. 
Una vez calculados para cada mes, ambos valores son calculados para todo el año y pueden ser leídos en la columna vertical al lado derecho del diagrama. El significado de la probabilidad de excedencia del 5% es que, estadísticamente, el caudal es mayor solo una vez cada 20 años, el de 10% una vez cada 10 años, el de 20% una vez cada 5 años, el de 85% quince veces cada 16 años y la de 95% diecisiete veces cada 18 años. Dicho de otra forma, el 5% es el caudal de años extremadamente lluviosos, el 95% es el caudal de años extremadamente secos. De la estación de las crecidas puede deducirse si el caudal depende de las lluvias (mayo-julio) o del derretimiento de las nieves (septiembre-enero).

## Historia
Luis Risopatrón lo describe en su Diccionario jeográfico de Chile (1924):: 838 
Chocalan (Estero de). Nace en las vecindades del cerro Yerbas Buenas i del Morro de Las Cabras, corre hácia el W, riega fértiles camüpos de cultivo i se vacia en la márjen S del curso inferior del río Maipo, a corta distancia al SW del pueblo de Melipilla.

## Población, economía y ecología
En 1993 sus aguas eran utilizadas para abastecer de agua potable a Melipilla.: 5 